# 瀬田西インターチェンジ

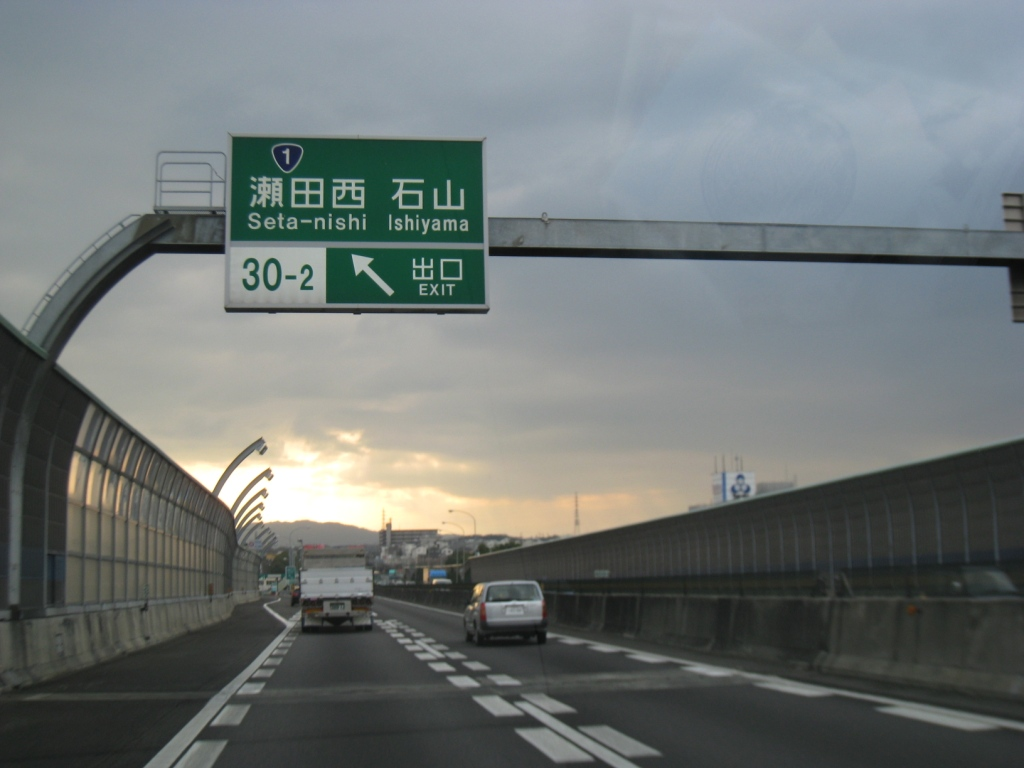
出口案内標識

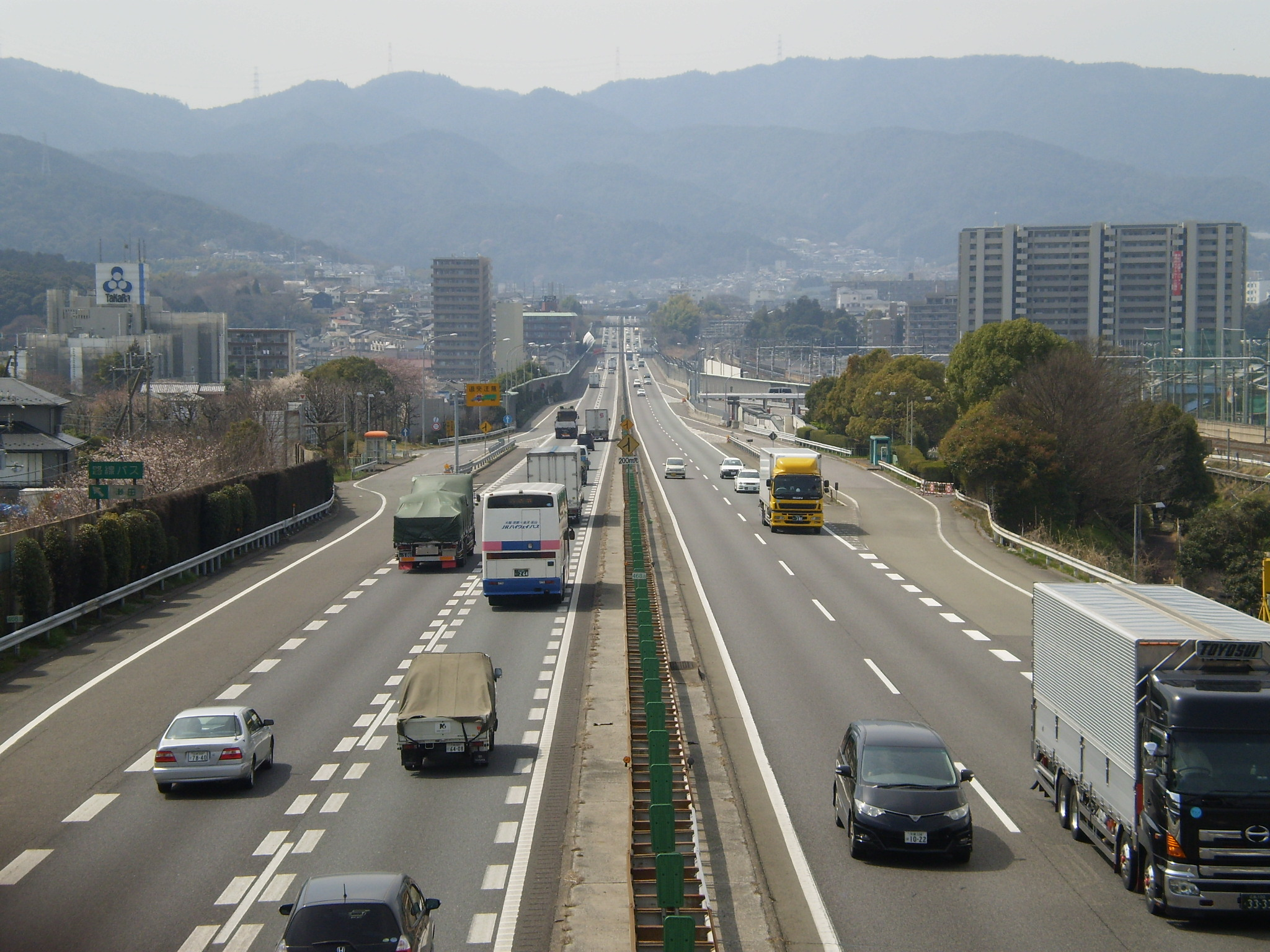
跨道橋から瀬田西IC付近をのぞむ

瀬田西インターチェンジ（せたにしインターチェンジ）は、滋賀県大津市瀬田にある名神高速道路のインターチェンジである。

## 概要
京都方面への入口・京都方面からの出口のハーフインターチェンジであり、東1.5 キロメートルの位置に建設された瀬田東ICと合わせて1つのインターチェンジとして機能する。

## 沿革
バスストップと併設のインターチェンジであるが、名神高速道路が開業した当初はバスストップのみであった。この当時からインターチェンジを併設できるよう設計されており、既に土地も取得されていた。
- 1979年（昭和54年）11月 - 開設[3]
- 2005年（平成17年）3月19日 - 草津JCTが設置されたことで、IC番号が30-1から30-2に変更。
- 2024年（令和6年）3月18日 - 料金所がETC専用になる[5]

## 道路
- E1 名神高速道路（30-2番）

## 接続道路
- 滋賀県道57号瀬田西インター線

## 料金所
- ブース数：7

### 入口
- ブース数：2
  - ETC専用：1
  - ETC・サポート：1

### 出口
- ブース数：5
  - ETC専用：2
  - サポート：3

## 周辺
- 瀬田唐橋
- 滋賀県立瀬田工業高等学校
- 滋賀県立瀬田高等学校
- 大津市立瀬田南小学校
- 建部大社
- 堂ノ上遺跡
- 西日本旅客鉄道（JR西日本）東海道本線（琵琶湖線）瀬田駅・石山駅
- 京阪電気鉄道（京阪）石山坂本線京阪石山駅・唐橋前駅・石山寺駅

## 隣
E1 名神高速道路
(30-1)草津JCT - 草津PA - (30-2)瀬田東JCT/IC - (30-2)瀬田西IC/BS - (31)大津IC/SA